# Eigenmode
Eigenmoden oder Normalmoden sind spezielle Bewegungen eines schwingungsfähigen Systems. Es handelt sich – neben der gleichförmigen Bewegung des ganzen Systems – um diejenigen periodischen Bewegungen, bei denen alle Komponenten des Systems die gleiche Frequenz zeigen, wenn das System nach einer Anregung sich selbst überlassen bleibt. Eine solche Frequenz wird als Eigenfrequenz des Systems bezeichnet, die entsprechende Eigenmode auch als Eigenschwingung, denn bei kleinen Amplituden sind es ungedämpfte harmonische Schwingungen. Jede Bewegung des Systems kann als eine Überlagerung von verschiedenen Eigenmoden dargestellt werden. Die Anzahl verschiedener Eigenmoden ist gleich der Anzahl der Freiheitsgrade des Systems.
Die Eigenmoden und -frequenzen eines Systems hängen davon ab, aus welchen Bestandteilen das System aufgebaut ist und wie diese aufeinander einwirken. Die Eigenfrequenzen der Saite eines Musikinstruments werden beispielsweise durch ihre Länge, ihr Material und ihre mechanische Spannung bestimmt. Ähnliches gilt für alle schwingungsfähigen Systeme.
Das Wort Eigenmode leitet sich ab vom englischen Mode oder lateinischen Modus, was in beiden Fällen etwa „Art und Weise“ bedeutet, und von Eigenwert, einem Begriff aus der Algebra. In der Sichtweise der theoretischen Physik bilden die Eigenmoden nämlich eine diskrete Basis, mit der alle dem System möglichen Bewegungen dargestellt werden können. Die Eigenmoden und Eigenfrequenzen ergeben sich aus den Bewegungsgleichungen des Systems als Eigenvektoren bzw. Eigenwerte dieses Gleichungssystems. Die gleichförmige Bewegung wird als eine Eigenmode mit der Frequenz Null dargestellt.

## Theorie
Die Lagrangefunktion eines Systems mit {\displaystyle f} Freiheitsgraden sei
{\displaystyle L(q_{1},\dots ,q_{f},{\dot {q}}_{1},\dots ,{\dot {q}}_{f})={\frac {1}{2}}\sum _{i,j=1}^{f}m_{ij}(q_{1},\dots ,q_{f}){\dot {q}}_{i}{\dot {q}}_{j}-U(q_{1},\dots ,q_{f})}
wobei {\displaystyle m_{ij}} die Massenmatrix und {\displaystyle U} das Potential ist. Bei der Näherung der Lagrangefunktion bis in zweiter Ordnung um die Gleichgewichtskoordinaten {\displaystyle q^{0}} und der Vernachlässigung des konstanten Terms wird dies zu
{\displaystyle L={\frac {1}{2}}\sum _{i,j=1}^{f}m_{ij}(q_{1}^{0},\dots ,q_{f}^{0}){\dot {q}}_{i}{\dot {q}}_{j}-{\frac {1}{2}}\sum _{i,j=1}^{f}{\frac {\partial ^{2}U}{\partial q_{i}\partial q_{j}}}{\bigg |}_{q_{i,j}=q_{i,j}^{0}}(q_{i}-q_{i}^{0})(q_{j}-q_{j}^{0})}
respektive mit der Koordinatentransformation {\displaystyle x=q-q^{0}} und den Abkürzungen {\displaystyle T_{ij}=T_{ji}=m_{ij}(q_{1}^{0},\dots ,q_{f}^{0})} sowie {\displaystyle V_{ij}=V_{ji}=\partial ^{2}U/\partial q_{i}\partial q_{j}|_{q_{i,j}=q_{i,j}^{0}}} kurz
{\displaystyle L={\frac {1}{2}}\sum _{i,j=1}^{f}\left(T_{ij}{\dot {x}}_{i}{\dot {x}}_{j}-V_{ij}x_{i}x_{j}\right)}
Aus den Lagrangegleichungen ergeben sich die Bewegungsgleichungen des Systems
{\displaystyle \sum _{j=1}^{f}T_{ij}{\ddot {x}}_{j}=-\sum _{j=1}^{f}V_{ij}x_{j}\Leftrightarrow T{\ddot {x}}=-Vx}
wobei sowohl {\displaystyle T} als auch {\displaystyle V} {\displaystyle f\times f}-Matrizen und {\displaystyle x} ein {\displaystyle f}-dimensionaler Vektor ist. Da die kinetische Energie immer größer als Null ist, ist {\displaystyle T} positiv definit. Damit sich das System in einem stabilen oder indifferenten Gleichgewicht befindet, muss {\displaystyle V} positiv semidefinit sein. Insbesondere sind daher alle Eigenwerte von {\displaystyle T} und {\displaystyle V} nichtnegativ.
Der Lösungsansatz der Gleichung lautet:
{\displaystyle x(t)=A\exp(-\mathrm {i} \omega t)}
Dies führt auf das verallgemeinerte Eigenwertproblem
{\displaystyle (V-\omega ^{2}T)A=0}.
Um dieses nichttrivial zu lösen, muss die Determinante {\displaystyle \det(V-\omega ^{2}T)} verschwinden. Diese ist das charakteristische Polynom vom Grad {\displaystyle f} in {\displaystyle \omega ^{2}} und besitzt daher {\displaystyle f} Nullstellen. Die Symmetrie von {\displaystyle T} und {\displaystyle V} sorgt dafür, dass die Eigenwerte alle reell sind, siehe Spektralzerlegung (Mathematik), und diese sind zudem nichtnegativ, wegen der positiven (Semi-)Definitheit der beteiligten Matrizen. Physikalisch kann dies wie folgt interpretiert werden: Angenommen, es gäbe eine Nullstelle im Negativen oder Komplexen, dann würde {\displaystyle \omega } einen Imaginärteil besitzen und die Lösung divergieren. Dies steht im Widerspruch zur Annahme des stabilen Gleichgewichts.
Die (positiven) Wurzeln der Nullstellen des Polynoms
{\displaystyle P^{(f)}(\omega ^{2})=\det(V-\omega ^{2}T)}
sind die Eigenfrequenzen {\displaystyle \omega _{k}} des Systems, das durch {\displaystyle T} und {\displaystyle V} beschrieben wird. Ein System mit {\displaystyle f} Freiheitsgraden besitzt daher maximal {\displaystyle f} Eigenfrequenzen.
Die {\displaystyle f} Eigenschwingungen des Systems sind die {\displaystyle f} Eigenvektoren des Eigenwertproblems, die die Gleichung
{\displaystyle (V-\omega _{k}^{2}T)A^{(k)}=0}
erfüllen. Insbesondere ist jedes Vielfache eines Eigenvektors auch ein Eigenvektor. Das bedeutet, diese können normiert und mit einer komplexen Konstanten {\displaystyle c_{k}} multipliziert werden.
Fallen mehrere Eigenfrequenzen zusammen, dann hat die Gleichung nicht vollen Rang und einige Komponenten der zugehörigen {\displaystyle A^{(k)}} können frei gewählt werden. Hat die Matrix {\displaystyle V} einen Eigenwert null, liegt ein indifferentes Gleichgewicht vor. Dann ist auch eine Eigenfrequenz des Systems Null. In diesem Fall lautet die Eigenwertgleichung {\displaystyle {\ddot {x}}=0}, sodass die Lösung eine gleichförmige Bewegung des Systems ist.
Die allgemeine Lösung des Gleichungssystems für die Schwingung des Systems ist eine Superposition seiner Eigenschwingungen und gegebenenfalls einer gleichförmigen Bewegung
{\displaystyle x(t)=\sum _{k=1 \atop \omega _{k}\neq 0}^{f}\operatorname {Re} \left(c_{k}A^{(k)}\exp(-\mathrm {i} \omega _{k}t)\right)+\sum _{k=1 \atop \omega _{k}=0}^{f}A^{(k)}\left(x_{k}^{0}+C_{k}t\right)}
Für jeden Freiheitsgrad existieren daher entweder 2 reelle oder 1 komplexer freier Parameter. Es ergeben sich somit {\displaystyle 2f} Konstanten, die durch Anfangsbedingungen festgelegt werden müssen.

### Normalkoordinaten
Die Normalkoordinaten {\displaystyle Q} des Systems sind definiert als
{\displaystyle Q=a^{-1}x}
wobei
{\displaystyle a=\left({A_{i}}^{(k)}\right)}
ist, also die Matrix der Eigenvektoren. Diese Matrix der Eigenvektoren diagonalisiert sowohl {\displaystyle V} als auch {\displaystyle T}, denn aus der Symmetrie von {\displaystyle V} folgt
{\displaystyle \left(\omega _{k}^{2}-\omega _{l}^{2}\right)\sum _{i,j=1}^{f}T_{ij}a_{il}a_{jk}=0}
sodass für alle nicht entarteten Eigenwerte alle Nichtdiagonalelemente von {\displaystyle a^{\mathrm {T} }Ta} verschwinden müssen. Eine entsprechende Normierung der Eigenvektoren führt auf die Orthonormalitätsrelation
{\displaystyle a^{\mathrm {T} }Ta=1}
Für entartete Eigenwerte können die Eigenvektoren ebenfalls so gewählt werden, dass diese Matrix diagonal wird. Ebenfalls kann gezeigt werden, dass {\displaystyle a} auch {\displaystyle V} diagonalisiert. Mit {\displaystyle \lambda =\left(\omega _{k}^{2}\delta _{kl}\right)} kann die Bewegungsgleichung als
{\displaystyle Va=Ta\lambda }
geschrieben werden, sodass die Behauptung durch Multiplikation mit {\displaystyle a^{\mathrm {T} }} von links direkt folgt.
Somit entkoppelt eine Koordinatentransformation von den Auslenkungen aus der Gleichgewichtslage {\displaystyle x} in die Normalkoordinaten {\displaystyle Q} mittels {\displaystyle x=aQ} das Gleichungssystem, denn es gilt:
{\displaystyle L={\frac {1}{2}}\left({\dot {x}}^{\mathrm {T} }T{\dot {x}}-x^{\mathrm {T} }Vx\right)={\frac {1}{2}}\left({\dot {Q}}^{\mathrm {T} }{\dot {Q}}-Q^{\mathrm {T} }\lambda Q\right)={\frac {1}{2}}\sum _{k}\left({\dot {Q}}_{k}^{2}-\omega _{k}^{2}Q_{k}^{2}\right)}
Insbesondere ist
{\displaystyle Q_{k}=\operatorname {Re} \left(c_{k}\exp(-\mathrm {i} \omega _{k}t)\right)}

## Beispiele

### Federpendel
Ein Federpendel ist ein System, an dem eine Masse an einer Feder aufgehängt ist und das sich nur in eine Dimension bewegen kann. Es besitzt also nur einen einzigen Freiheitsgrad, die Auslenkung aus der Ruhelage. Für das Federpendel gilt {\displaystyle V=D} und {\displaystyle T=m}, wobei {\displaystyle D} die Federkonstante und {\displaystyle m} die Masse ist. Daher vereinfacht sich die Matrixgleichung auf eine skalare Gleichung
{\displaystyle (D-\omega ^{2}m)A=0}
mit einem Polynom ersten Grades in {\displaystyle \omega ^{2}}
{\displaystyle P(\omega ^{2})=\det \left(D-\omega ^{2}m\right)=D-\omega ^{2}m=0\Leftrightarrow \omega ^{2}={\frac {D}{m}}}
und einem Eigenvektor
{\displaystyle A=1}.
Die Lösung ist also
{\displaystyle x(t)=\operatorname {Re} \left(c\exp \left(-\mathrm {i} {\sqrt {\frac {D}{m}}}t\right)\right)}

### CO2-Molekül
In erster Näherung kann ein Kohlendioxid-Molekül als drei Massen angesehen werden, von denen die äußeren beiden identischen Massen {\displaystyle m_{O}} mit der mittleren Masse {\displaystyle m_{C}} durch Federn verbunden sind. Da die Bindungen beide gleichartig sind, sind die Federkonstanten beide {\displaystyle D}. Die Indizes seien so gewählt, dass die Atome von links nach rechts durchnummeriert seien und es sei ferner angenommen, dass sich das Molekül nur entlang der Molekülachse bewegen könne, das heißt, es werden nur Valenz-, aber keine Deformationsschwingungen berücksichtigt. Daher existieren drei Freiheitsgrade des Systems: Die Entfernungen der drei Massen von ihrer Gleichgewichtslage.
Dann gilt mit
{\displaystyle T={\begin{pmatrix}m_{O}&&\\&m_{C}&\\&&m_{O}\end{pmatrix}}}
{\displaystyle V=D{\begin{pmatrix}1&-1&\\-1&2&-1\\&-1&1\end{pmatrix}}}
für die Determinante des Systems
{\displaystyle P^{(k)}(\omega ^{2})=\omega ^{2}(D-\omega ^{2}m_{O})(\omega ^{2}m_{C}m_{O}-D(2m_{O}+m_{C}))}.
Dessen drei Nullstellen liegen bei
{\displaystyle \omega _{1}^{2}=0,\qquad \omega _{2}^{2}={\frac {D}{m_{O}}},\qquad \omega _{3}^{2}={\frac {D}{m_{O}}}\left(1+2{\frac {m_{O}}{m_{C}}}\right)}
und die Eigenvektoren sind
{\displaystyle A^{(1)}={\begin{pmatrix}1\\1\\1\end{pmatrix}},\qquad A^{(2)}={\begin{pmatrix}1\\0\\-1\end{pmatrix}},\qquad A^{(3)}={\begin{pmatrix}1\\-2m_{O}/m_{C}\\1\end{pmatrix}}}.
Dadurch ergibt sich die allgemeine Lösung zu
{\displaystyle x(t)={\begin{pmatrix}1\\1\\1\end{pmatrix}}\left(x_{1}^{0}+C_{1}t\right)+\operatorname {Re} \left({\begin{pmatrix}1\\0\\-1\end{pmatrix}}c_{2}\exp \left(-\mathrm {i} {\sqrt {\frac {D}{m_{O}}}}t\right)+{\begin{pmatrix}1\\-2m_{O}/m_{C}\\1\end{pmatrix}}c_{3}\exp \left(-\mathrm {i} {\sqrt {{\frac {D}{m_{O}}}\left(1+2{\frac {m_{O}}{m_{C}}}\right)}}t\right)\right)}.
Die erste Eigenschwingung ist die Translation des gesamten Moleküls, die zweite beschreibt die gegenläufige Schwingung der beiden äußeren Sauerstoffatome, während das Kohlenstoffatom in Ruhe bleibt, und die dritte die gleichförmige Schwingung der beiden äußeren, wobei das mittlere Atom gegenläufig schwingt.

### Schwingende Saite
Eine schwingende Saite besitzt unendlich viele Freiheitsgrade und entsprechend auch unendlich viele Eigenfrequenzen. Diese müssen jedoch den Randbedingungen des Problems genügen. Die Wellengleichung lautet
{\displaystyle {\frac {\partial ^{2}u}{\partial x^{2}}}-{\frac {1}{c_{k}^{2}}}{\frac {\partial ^{2}u}{\partial t^{2}}}=0}
wobei {\displaystyle u(x,t)} die Auslenkung der Saite und {\displaystyle c_{k}} die Phasengeschwindigkeit der Welle ist. Die Lösung der Wellengleichung für ein festes {\displaystyle k} ist
{\displaystyle u_{k}(x,t)=\operatorname {Re} \left(c_{k}\exp(-\mathrm {i} (\omega _{k}t-kx))\right)}
mit {\displaystyle \textstyle c_{k}={\frac {\omega _{k}}{k}}}. Den Zusammenhang zwischen {\displaystyle \omega _{k}} und {\displaystyle k} nennt man die Dispersionsrelation des Systems. Für eine Saite ist {\displaystyle \textstyle c_{k}={\sqrt {S/\rho }}} eine Konstante, die von der Spannung {\displaystyle S} und der linearen Massendichte {\displaystyle \rho } der Saite abhängt.
Die Randbedingungen an die schwingende Saite ist, dass die Enden fest eingespannt sind und sich daher für eine Saite der Länge {\displaystyle L} für alle {\displaystyle t}
{\displaystyle u(0,t)=u(L,t)=0}
sein muss. Dies führt zu der Randbedingung
{\displaystyle k={\frac {\pi n}{L}}}
mit einem beliebigen {\displaystyle n\in \mathbb {N} } und somit abzählbar unendlich vielen verschiedenen {\displaystyle k} und entsprechend vielen {\displaystyle \omega _{k}}. Die Eigenfrequenzen der Saite sind daher
{\displaystyle \omega _{n}={\sqrt {\frac {S}{\rho }}}{\frac {\pi n}{L}}}
und die allgemeine Lösung der Wellengleichung ist eine Superposition über alle Eigenschwingungen:
{\displaystyle u(x,t)=\operatorname {Re} \left(\sum _{n}c_{n}\exp \left(-\mathrm {i} {\frac {\pi n}{L}}\left({\sqrt {\frac {S}{\rho }}}t-x\right)\right)\right)}

## Normalschwingungen von Molekülen
Ein {\displaystyle N}-atomiges Molekül hat {\displaystyle 3N} Freiheitsgrade. Davon sind 3 Translationsfreiheitsgrade und im Fall eines linearen Moleküls 2 bzw. im Fall eines gewinkelten Moleküls 3 Rotationsfreiheitsgrade. Somit verbleiben {\displaystyle 3N-5} bzw. {\displaystyle 3N-6} Vibrationsfreiheitsgrade, die zu Eigenfrequenzen ungleich Null korrespondieren. Die Symmetrien dieser Molekülschwingungen können durch die gruppentheoretischen Charaktertafeln beschrieben werden. Die Normalschwingungen einer entarteten, von Null verschiedenen Eigenfrequenz stellen eine Basis für eine irreduzible Darstellung der Punktgruppe des schwingenden Moleküls dar.
Beim obigen Beispiel sind die anderen beiden Normalschwingungen die vernachlässigten transversalen Schwingungen der Atome in den beiden übrigen Raumrichtungen, die sich nicht in der Linie der Atome befinden.

## Quantenmechanik
In der Quantenmechanik wird der Zustand eines Systems durch einen Zustandsvektor {\displaystyle |\psi (t)\rangle } dargestellt, der eine Lösung der Schrödingergleichung
{\displaystyle H|\psi (t)\rangle =\mathrm {i} \hbar {\frac {\partial }{\partial t}}|\psi (t)\rangle }
ist. Wenn der Hamiltonoperator nicht zeitabhängig ist, ist eine formale Lösung der Schrödingergleichung
{\displaystyle |\psi (t)\rangle =\exp \left(-{\tfrac {\mathrm {i} }{\hbar }}Ht\right)|\psi (0)\rangle }
Da der Hamiltonoperator ein vollständiges System von Eigenzuständen, den Energieeigenzuständen, besitzt, kann in diesen entwickelt werden. Mit {\displaystyle H|n\rangle =E_{n}|n\rangle } folgt
{\displaystyle |\psi (t)\rangle =\sum _{n}\exp \left(-{\tfrac {\mathrm {i} }{\hbar }}E_{n}t\right)|n\rangle \langle n|\psi (0)\rangle }
Dabei beschreiben die quantenmechanischen Eigenfrequenzen {\displaystyle \omega _{n}=E_{n}/\hbar } keine Schwingung im Ortsraum, sondern eine Rotation im Hilbertraum, auf dem der Zustandsvektor definiert ist.

## Technische Beispiele

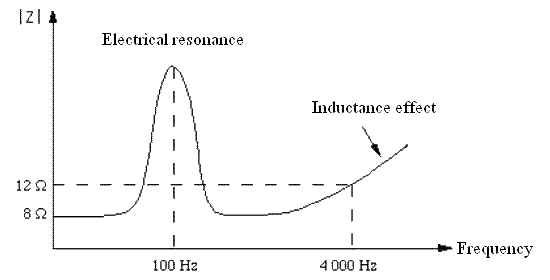
Resonanz eines Lautsprechers

- Eine Glocke, die angeschlagen wird, schwingt anschließend mit den Eigenfrequenzen. Durch Dämpfung klingt die Schwingung über die Zeit ab. Dabei werden höhere Frequenzen schneller abgedämpft als tiefere.
- Eine Stimmgabel ist so konstruiert, dass außer der tiefsten Eigenfrequenz kaum weitere Eigenschwingungen angeregt werden.
- In Gebäuden können Eigenfrequenzen angeregt werden. Wenn beim Nachbarn Musik läuft, kann es vorkommen, dass die Frequenz eines Basstons mit einer Eigenfrequenz des Raums zwischen der gemeinsamen Wand und einer parallelen Gebäudewand des eigenen Raums zusammenpasst (Raummoden). Die von der Musik angeregten Schwingungen der Wand sind dann mitunter sogar dann hörbar, wenn die Musik anhand ihrer vielen entscheidenden höherfrequenten Töne im Wesentlichen nicht wahrnehmbar wäre.
- Trommeln haben wie die meisten Musikinstrumente mehrere Eigenfrequenzen.
- Bei Lautsprechern verschlechtern die Partialschwingungen der Membranen die Wiedergabequalität.